# Arthroleptis brevipes
Arthroleptis brevipes Ahl, 1924 è un anfibio anuro, appartenente alla famiglia degli Artroleptidi.

## Distribuzione e habitat
È endemica di Togo. Si trova nei dintorni di Pagala. La sua presenza è incerta in Ghana.